# Atya innocous
Atya innocous är en kräftdjursart som först beskrevs av Herbst 1792.  Atya innocous ingår i släktet Atya och familjen Atyidae. Inga underarter finns listade i Catalogue of Life.